# Breznica Našička
Breznica Našička (1857-ig Breznica, 1869-től 1936-ig Breznica Njemačka, németül: Deutsch Bresnitz) falu Horvátországban, Eszék-Baranya megyében. Közigazgatásilag Koskához tartozik.

## Fekvése
Eszéktől légvonalban 37, közúton 40 km-re nyugatra, községközpontjától 7 km-re nyugatra, Szlavónia középső részén, a Szlavóniai-síkságon, az Eszékről Nekcsére menő út mentén fekszik. Áthalad rajta az Eszékról Nekcsére menő vasútvonal.

## Története
A falu a középkorban még nem létezett. A török elleni felszabadító háború során itt, a Breznica-patak mellett folyt az a csata, melyben gróf Leslie Jakab császári tábornagy legyőzte Csernek bég szlavóniai pasa seregét. A 18. század elején ez a vidék csaknem lakatlan volt, a folyóvizekkel szabdalt mocsaras területet többnyire erdők borították. Területe a nekcsei uradalomhoz tartozott, melyet 1734-ben Pejácsevics gróf vásárolt meg. A 18. század második felében (1770 körül) Breznicán a gróf hívására német anyanyelvű lakosság telepedett le, akik elsősorban erdőirtással és talajműveléssel foglalkoztak. A legtöbb német Bácskából érkezett dunai sváb volt, akik rögtön hozzáláttak a mocsaras terület lecsapolásához. 1810 körül a Nekcsére vezető utat kövekből épített töltéssel erősítették meg. 1894-ben üzembe helyezték a Verőce-Nekcse-Eszék vasútvonalat. Az első horvát családok csak a 19. század végén érkeztek a településre.
A településnek 1857-ben 432, 1910-ben 502 lakosa volt. 1910-ben lakosságának 79%-a német, 12%-a horvát, 4%-a szlovák anyanyelvű volt. Verőce vármegye Nekcsei járásának része volt. Az első világháború után 1918-ban az új szerb-horvát-szlovén állam, majd később (1929-ben) Jugoszlávia része lett. Az első világháború után keskeny nyomtávú vasút épült, hogy megkönnyítse a környező erdőkből kitermelt fa szállítását. Pejácsevics gróf a falu vasútállomását összekapcsolta a keskeny nyomtávú vasúttal és az általa 1905-ben létesített tóval. 1920 után néhány német család elhagyta Breznicát a gróffal kötött szerződések be nem tartása, azaz a bérleti díj megfizetésének elmulasztása miatt. Miután a többség megvásárolta az általa használt földet közösségi és szakrális épületek építését határozták el. 1923-ban haranglábat állítottak fel Szent Mártonnak a tiszteletére. Ezekben az években a fiatalok közötti házasságok révén szlovák nemzetiségű állampolgárok is települtek ide. 1932-ben megalapították az önkéntes tűzoltó egyesületet. 1936-ban a település nevéből eltörölték a német nemzetiségre utaló jelzőt és helyére a Nekcse közelségére utaló jelző került. 1937-ben felépült a település temploma. A breznicai németek saját kulturális és művészeti egyesülettel rendelkeztek, melynek legnagyobb szabású fellépése a húsvéti ünnephez kapcsolódott.
1941. április közepén a német hadsereg egységei érkeztek a faluba, és létrehozták a Független Horvát Államot. A második világháború idején a partizán egységek a németek lakta területek ellen hajtották végre a leghevesebb támadásokat. Az első nagyobb támadás 1943 júliusában érte a térséget. Július 4-én az usztasa és horvát nemzeti csapatok Breznicából kiindulva támadták a Trstenik-erdő és a Vukojevački gaj területén tanyázó partizánokat. A következő csatára 1944 februárjában került sor, amikor a 12. partizán brigád egységei felszedték a vasúti síneket Breznica és Niza között és elvágták a telefonvonalat. Ezután néhány nap múlva a breznicai vasútállomáson robbantottak fel egy páncélozott vonatot több civil személyt megölve. 1944 novemberében egy hétig tartottak a Nekcse körüli harcok. 18-án mintegy negyven partizán hatolt be Breznicára, ahonnan a lakosság egy részét Koskára hajtották. Az usztasa, a nemzeti gárda és a német hadsereg egységei többször megtámadták a partizánok arcvonalát Niza irányában tankok és páncélozott járművek segítségével, ám a partizánok számára előny volt, hogy ősszel sok eső esett és a megduzzadt Breznica-patak hidakat is lerombolta. 1945 áprilisában a partizán egységek végleg felszabadították ezeket a területeket. Breznicát április 14-én ellenállás nélkül foglalták el. A német lakosság nem várva be a partizánokat Ausztria felé menekült. Azokat akik a faluban maradtak májusban a valpói munkatáborba hurcolták. A németeket kortól és nemtől függetlenül kollektív háborús bűnössé nyilvánították és minden vagyonuktól megfosztották. A munkatáborból visszatérők már nem térhettek vissza otthonaikba, többségben Ausztriába és Németországba űzték őket.
A háború után az ország minden részéről érkeztek ide új betelepülők, akik az elhagyott házakba költöztek. 1948-ban megalapították az NK Mladost Našicka Breznica labdarúgó klubot. A szövetkezeteknek az 1950-es évek elején történő megszüntetésével, valamint a hatóságok és a lakosság közötti kissé liberálisabb kapcsolatokkal valamivel jobb életkörülmények kezdődtek. Az 1961-es népszámláláskor a lakosság száma elérte a történelmi maximumát, pontosan ezer főt. Breznica területén és környékén a mezőgazdaság és a halastavak adták a legtöbb munkát. 1962-ben bevezették az elektromos áramot és az utakat aszfaltozták. Azokban az években nagy sertés- és szarvasmarhatelepek működtek a faluban, továbbá a volt IPK Osijek cég, közismert nevén „a gazdaság” irodája működött itt. Az 1970-es évek elején a gazdaság vezetése Koskára költözött, az állattartó telepek bezártak, majd összeomlottak és később lebontásra kerültek. Azokban az években sok lakos távozott munkát vállalni Nyugat-Európa országaiba és a népesség csökkent. 1990-ben felépült az új iskolaépület. 1991-ben lakosságának 80%-a horvát, 4-4%-a szlovák, szerb és jugoszláv nemzetiségű volt.
A délszláv háború kitörésekor a faluban sok fiatal férfi csatlakozott a rendőrség és a nemzeti gárda egységeihez. A laktanyák elfoglalása után megalakult a horvát hadsereg 132. nekcsei dandárja, soraiban számos breznicai lakossal. Az egység részt vett az Ivanovac melletti harcokban, Eszék város védelmében, valamint sok Papuk alatti falu felszabadításában. 1991 novemberében és decemberében részt vett az Orkan '91 hadműveletben, 1995-ben pedig a Villám és Vihar hadműveletekben is. 1991. november 7-én körülbelül 14 órakor egy ellenséges JNA repülőgép rakétatámadást intézett a vasútállomás környéke ellen, melyben számos ház megrongálódott. 1993-ban megalakult Koska község, melynek Breznica is a része lett. Az 1990-es évek végén gáz- és új telefonhálózat épült. Az iskola mellett aszfaltos kézilabdapályát építettek. 2008-ban vízvezeték hálózat épült ki a faluban, a szennyvíz építését a közeljövőben tervezik. 2008-ban a horvát vasút döntésével a vasútállomás megszűnt. 2011-ben a falunak 617 lakosa volt. A településen áthaladó D2 főút rekonstrukciója befejeződött. 2018-ban új közvilágítást építettek az Eszék utca egész területén.

## Lakossága
| Lakosság változása | Lakosság változása | Lakosság változása | Lakosság változása | Lakosság változása | Lakosság változása | Lakosság változása | Lakosság változása | Lakosság változása | Lakosság változása | Lakosság változása | Lakosság változása | Lakosság változása | Lakosság változása | Lakosság változása | Lakosság változása |
| ------------------ | ------------------ | ------------------ | ------------------ | ------------------ | ------------------ | ------------------ | ------------------ | ------------------ | ------------------ | ------------------ | ------------------ | ------------------ | ------------------ | ------------------ | ------------------ |
| 1857               | 1869               | 1880               | 1890               | 1900               | 1910               | 1921               | 1931               | 1948               | 1953               | 1961               | 1971               | 1981               | 1991               | 2001               | 2011               |
| 432                | 459                | 444                | 522                | 585                | 502                | 611                | 676                | 909                | 899                | 1.000              | 833                | 692                | 749                | 671                | 617                |

## Gazdaság
A munkavállalók többsége a környező vállalatokban dolgozik. A faluban számos családi gazdaság működik növénytermesztéssel, állattenyésztéssel, tejtermeléssel és gyümölcstermesztéssel. Számos iparos foglalkozik karosszérialakatosként, autószerelőként, gázszerelőként és építési vállalkozóként.

## Nevezetességei
Szent Márton tiszteletére szentelt római katolikus temploma a nekcsei Szent Márk plébánia filiája.

## Oktatás
A településen a jelisavaci Ivan Brnjik-Slovak általános iskola négy osztályos alsó tagozatos területi iskolája működik.

## Sport
Az NK Mladost labdarúgóklubot 1948-ban alapították. A megyei 3. ligában szerepel.

## Egyesületek
A település önkéntes tűzoltóegyletét 1931-ben alapították.

## Fordítás
Ez a szócikk részben vagy egészben  a   Breznica Našička című horvát Wikipédia-szócikk ezen változatának fordításán alapul.  Az eredeti cikk szerkesztőit annak laptörténete sorolja fel. Ez a jelzés csupán a megfogalmazás eredetét és a szerzői jogokat jelzi, nem szolgál a cikkben szereplő információk forrásmegjelöléseként.